# Cardo-Torgia
Cardo-Torgia (en cors Cardu è Turghjà) és un municipi francès, situat a la regió de Còrsega, al departament de Còrsega del Sud. L'any 2004 tenia 38 habitants.

## Demografia
| 1962 | 1968 | 1975 | 1982 | 1990 | 1999 | 2004 |
| ---- | ---- | ---- | ---- | ---- | ---- | ---- |
| 63   | 67   | 51   | 23   | 29   | 32   | 38   |

## Administració
| Període | Identitat           | Partit | Qualitat |
| ------- | ------------------- | ------ | -------- |
| 2008-   | Ouardia-Nora Ettori |        |          |